# Ferrovia Elettrica Jōmō
La Ferrovia Elettrica Jōmō (上毛電気鉄道?, Jōmō Denki Tetsudō) è un operatore ferroviario giapponese con sede nella città di Maebashi nella prefettura di Gunma che gestisce la linea Jōmō che collega la stazione Chūō-Maebashi e la stazione Nishi-Kiryū. È nota comunemente come Jōmō Dentetsu e la sua abbreviazione è Jōden. È una filiale della società Ferrovie Tōbu.

## Storia
L'azienda fu fondata il 27 maggio 1926 e le operazioni ferroviarie iniziarono il 10 novembre 1928. Nel marzo 1930 furono aggiunte le linee di autobus. Nel 1934, Jōden trasferì la sua sede da Tokyo a Maebashi. Ha iniziato il servizio di autobus charter nel 1950 e ha interrotto il servizio merci nel 1986. Nel 1995 la società si ritirò dal trasporto in autobus e trasferì la divisione alla Nippon Chūō Bus.

## Linee ferroviarie
- Linea Jōmō (上毛線?): Chūō-Maebashi - Nishi-Kiryū	(25,4 km, 23 stazioni)

Percorso linea ferroviaria

## Materiale rotabile
La flotta Jōden è sempre stata composta principalmente da veicoli usati acquistati da altre compagnie ferroviarie. Nel 2024 ha avuto le seguenti serie:
- Serie 800: tre vagoni ferroviari della metropolitana convertiti dalla Serie 03 della Tokyo Metro, introdotti dal 2023
- Serie 700: otto automotrici della Keiō (corrispondenti alla serie 3000), introdotte dal 1998 al 2000
- DeHa 100: un'automotrice della serie originale del 1928, utilizzata per eventi e per il traino di vagoni merci
- Hoki 1: 2 veicoli da lavoro, ex vagoni merci della Tōbu (costruiti nel 1964 e 1969)

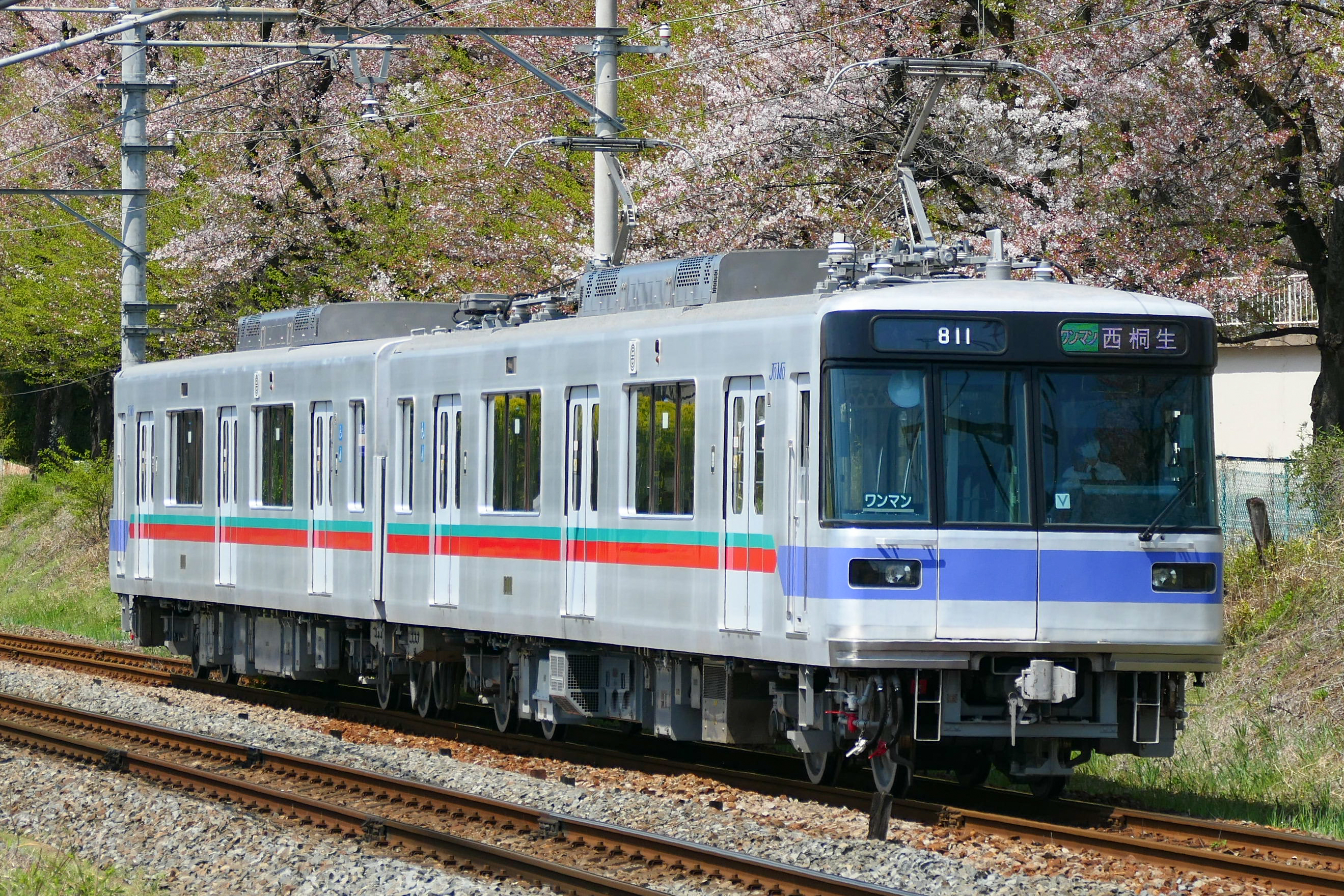
Série 800 (ex-Tokyo Metro serie 03)
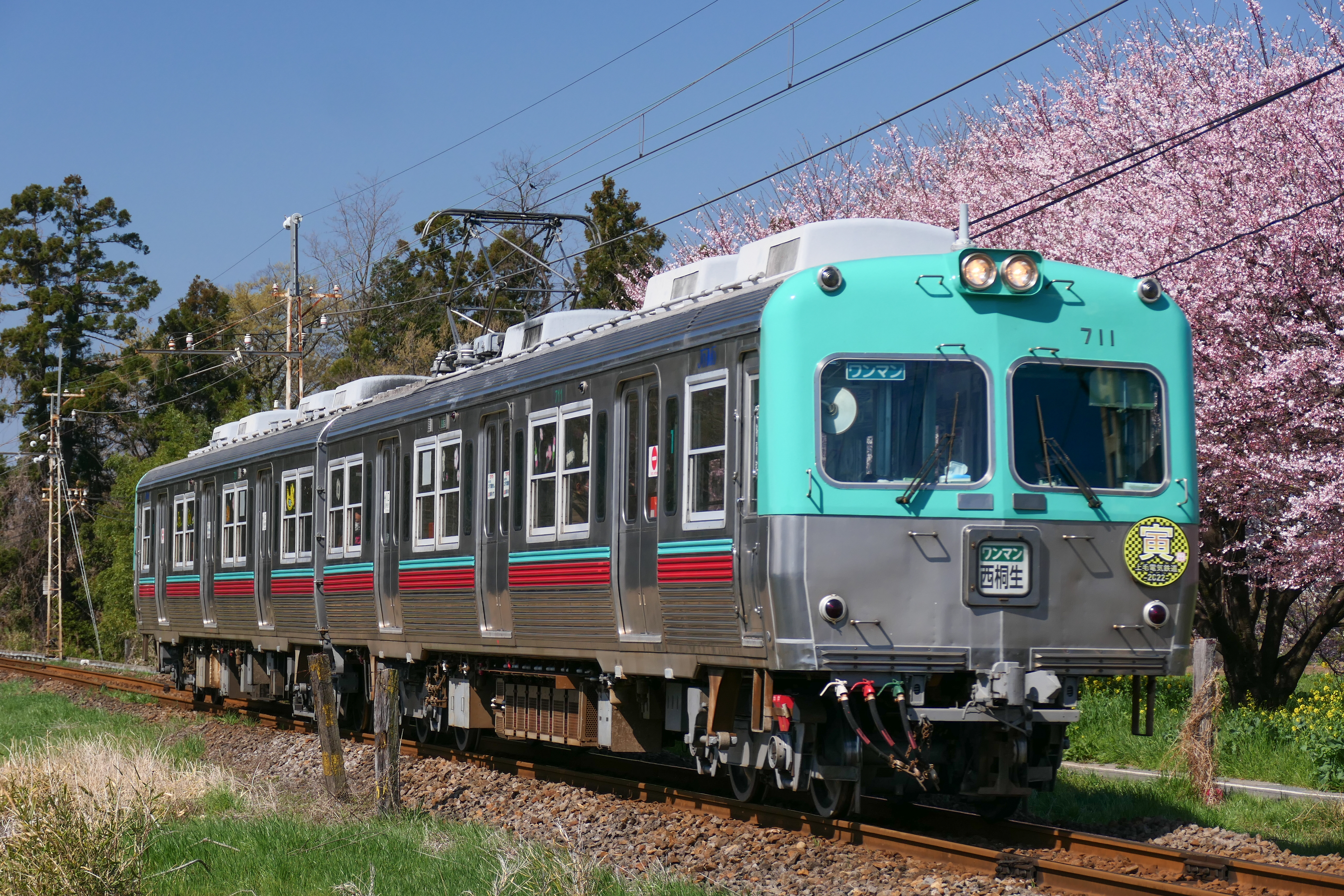
Série 700 (ex-Keiō serie 3000)
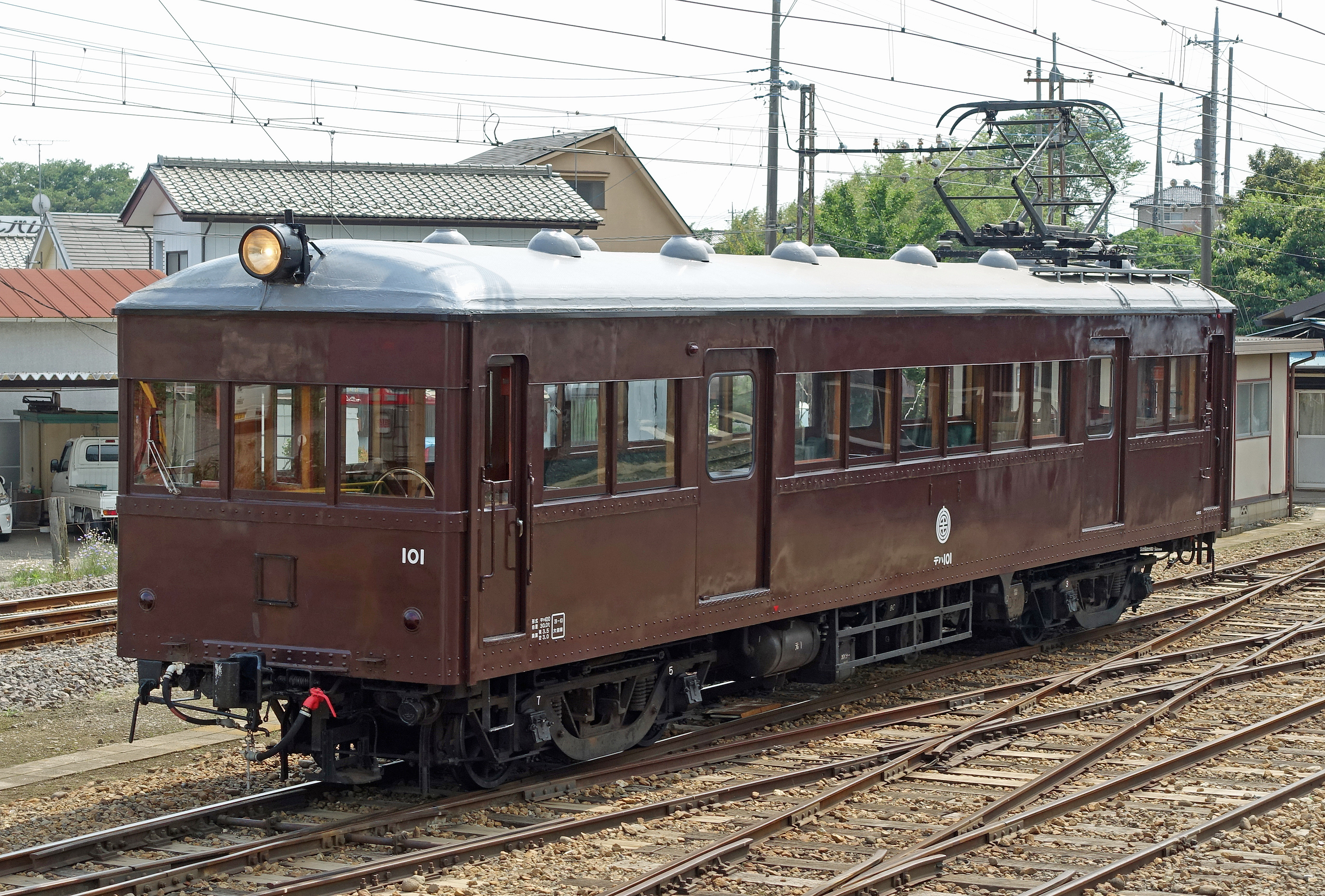
Serie DeHa 100
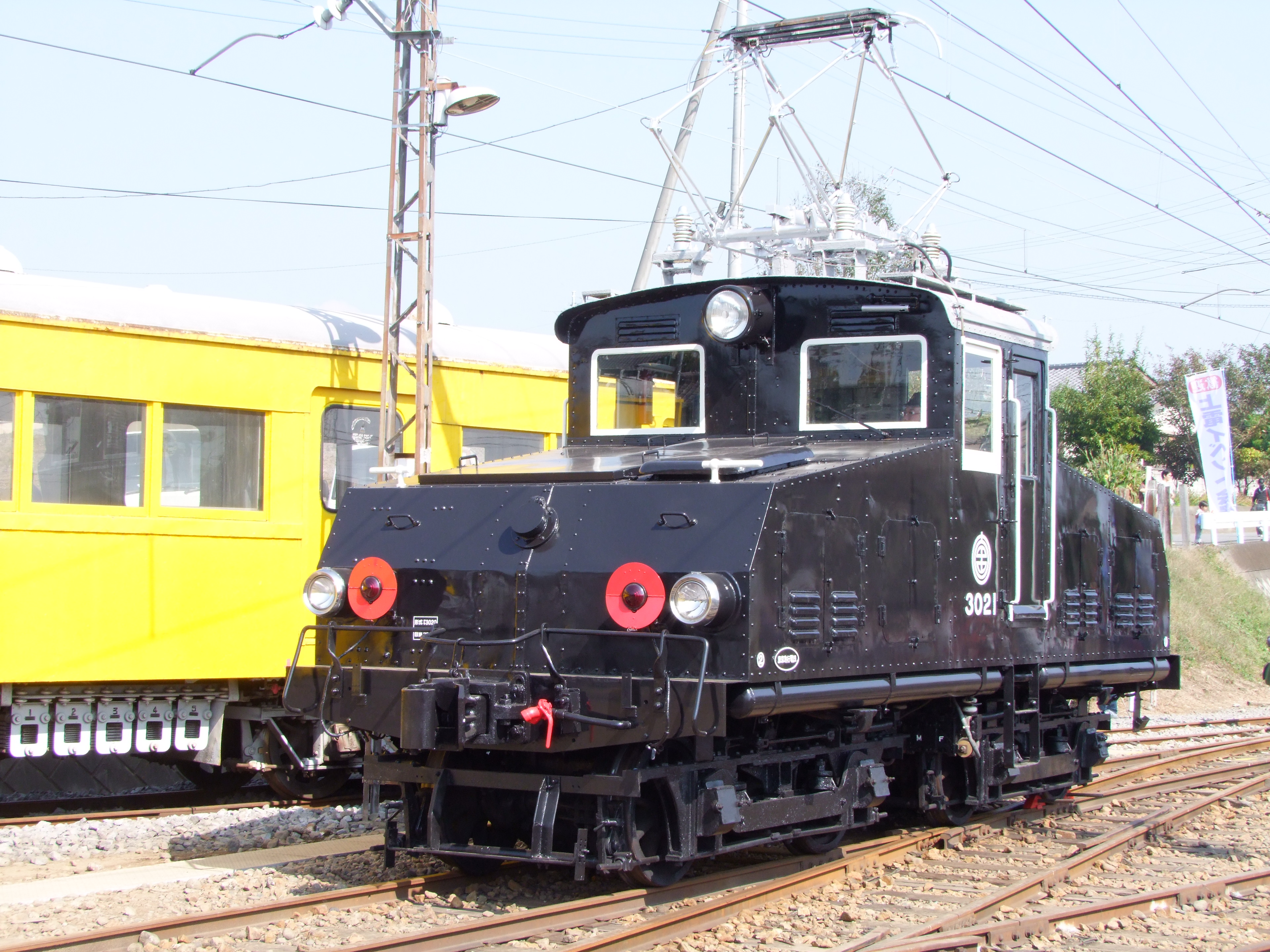
Locomotiva Tōkyū serie Deki 3020